# Südkaukasus-Pipeline

Die Südkaukasus-Pipeline führt von Baku nach Erzurum.

Die Südkaukasus-Pipeline (englisch South Caucasus Pipeline – SCP; auch Baku-Tiflis-Erzurum-Pipeline  – BTE – oder Schah-Deniz-Pipeline) ist eine Erdgas-Pipeline von Baku in Aserbaidschan über Tiflis in Georgien nach Erzurum in der Türkei. Sie ist 690 Kilometer lang und pumpt im Kaspischen Meer gefördertes Erdgas in das türkische Gasverteilnetz. Betreiber ist British Petrol.

## Geschichte
Baubeginn der Pipeline war 2003, in Betrieb genommen wurde sie am 21. Mai 2006. Sie verläuft parallel zur Baku-Tiflis-Ceyhan-Pipeline einen Meter unter der Erde und ist zunächst für den Transport von jährlich bis zu sieben Milliarden Kubikmeter Gas ausgelegt. Später soll die Kapazität verdoppelt werden. Die Baukosten betrugen rund eine Milliarde US-Dollar.
Das Gas stammte hauptsächlich von dem 100 Kilometer südlich von Baku gelegenen Schah-Denis-Gasfeld und anderen aserbaidschanischen Gasfeldern unter dem Kaspischen Meer.
Die Pipeline gehört der SCP Company, diese wiederum einem Konsortium, der SCP Owner Group (dt. SCP-Eigentümer Gruppe). Anteile an der SCP Co. halten BP (28,8 %), SOCAR über ihre Tochtergesellschaften AzSCP (10,0 %) und SGC Midstream (6,7 %), TPAO (19 %), Petronas (15,5 %), Lukoil (10 %) und National Iranian Oil Company über ihre Tochtergesellschaft NICO (10 %).
2001 haben Aserbaidschan und das türkische Gastransportunternehmen Botas einen Vertrag geschlossen, in dem sich Botas verpflichtet, ab 2005 jährlich zwei Milliarden Kubikmeter Gas zu importieren. 2002 wurde jedoch deutlich, dass der türkische Gasverbrauch sank.

## Anbindung

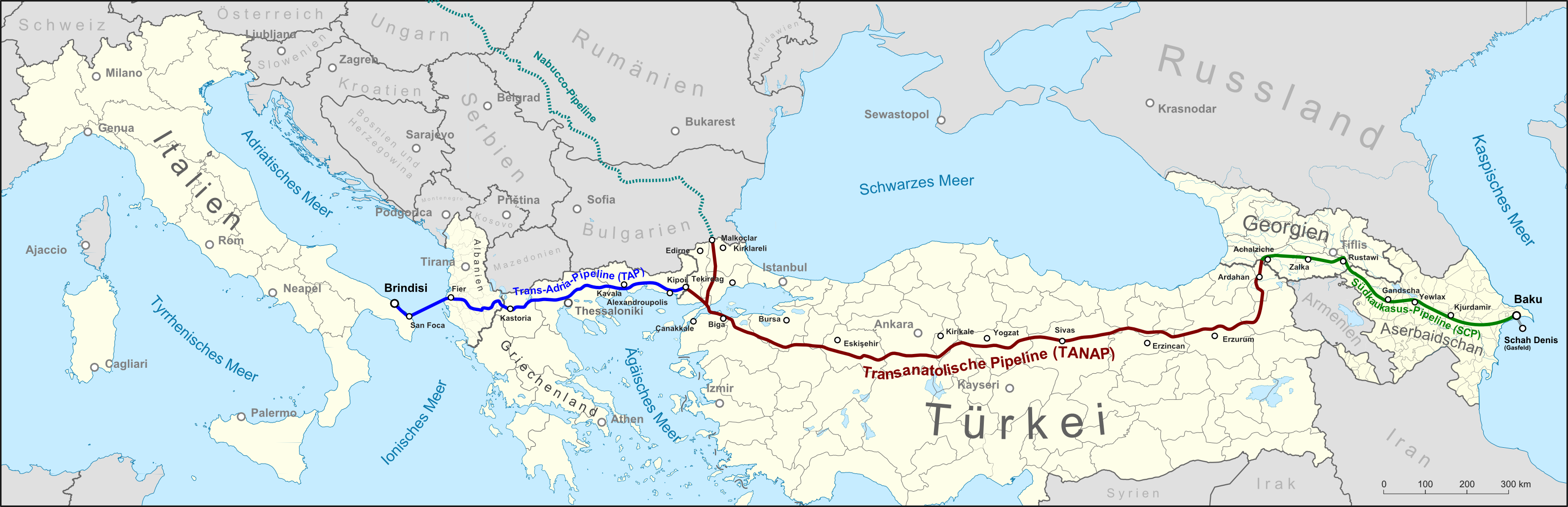
Ausbaupläne der Pipelines. Die Südkaukasus-Pipeline ist in grün eingezeichnet (Stand: Dezember 2014)

Die Südkaukasus-Pipeline wurde an die Transanatolische Pipeline (TANAP) angebunden, die Gas nach Europa transportiert. Von Griechenland aus wird das Gas seit Ende 2020 über die Transadriatische Pipeline (TAP) Richtung Süden nach Italien weitergeleitet. Richtung Norden, nach Österreich, war als Verlängerung die Nabucco-West-Pipeline geplant. Wegen mangelnder Nachfrage und der Konkurrenz zu South Stream wurden die Planungen für Nabuccuo 2013 eingestellt.